# Yan Diomandé
Pour les articles homonymes, voir Diomandé.
Yan Diomandé, né le 14 novembre 2006 à Abidjan, est un footballeur ivoirien qui évolue au poste d'ailier gauche au RB Leipzig.

## Biographie

### Carrière en club
Né à Abidjan, Yan Diomandé déménage aux États-Unis lorsqu'il est enfant et rejoint la DME Academy en 2022.
En novembre 2024, le CD Léganès annoce sa signature, effective en 2025. Il intègre le groupe professionnel en mars suivant, pour faire ses débuts en Liga le 29 mars face au Real Madrid,.

### En sélection
Avec l'équipe de Côte d'Ivoire des moins de 17 ans, Diomandé participe aux éliminatoires de la coupe d'Afrique des nations 2023, au cours desquels il marque 5 buts et délivre une passe décisive en 5 matchs.
Le 27 mai 2025, ses performance avec Leganés lui valent d'être convoqué avec la Côte d'ivoire des moins de 23 ans pour un match amical face aux Pays-Bas.

## Statistiques
| Saison                | Club                  | Championnat           | Championnat | Championnat | Championnat | Coupe(s) nationale(s) | Coupe(s) nationale(s) | Coupe(s) nationale(s) | Compétition(s) continentale(s) | Compétition(s) continentale(s) | Compétition(s) continentale(s) | Compétition(s) continentale(s) | Total | Total | Total |
| Saison                | Club                  | Division              | M.          | B.          | P.d.        | M.                    | B.                    | P.d.                  | Comp.                          | M.                             | B.                             | P.d.                           | M.    | B.    | P.d.  |
| 2024-2025             | CD Leganés            | Liga                  | 10          | 2           | 1           | -                     | -                     | -                     | -                              | -                              | -                              | -                              | 10    | 2     | 1     |
| 2025-2026             | RB Leipzig            | Bundesliga            | 0           | 0           | 0           | 1                     | 1                     | 0                     | -                              | -                              | -                              | -                              | 1     | 1     | 0     |
| Total sur la carrière | Total sur la carrière | Total sur la carrière | 10          | 2           | 1           | 1                     | 1                     | 0                     | -                              | 0                              | 0                              | 0                              | 11    | 3     | 1     |